# Thermiseren
Thermiseren is het verwarmen van melk voorafgaand aan kaasproductie om de houdbaarheid te verbeteren zonder dat de smaak al te zeer wordt veranderd. Kaas uit een fabriek wordt (wettelijk verplicht) gepasteuriseerd, boerenkaas wordt gemaakt van rauwe melk (geheel onverhit) en thermiseren zit daar tussenin.
Bij thermiseren wordt de melk tot boven de 40°C gebracht, maar blijft de temperatuur onder de 72°C. Daardoor worden sommige bacteriën en enzymen geïnactiveerd, waardoor de kans op een besmette kaas (met potentieel ziekmakende bacteriën) kleiner wordt. In andere woorden: het kiemgetal daalt (maar niet tot 0). De microbiologische zuiverheid van de kaas is minder goed te garanderen dan bij kaas van gepasteuriseerde melk. De kans op het mislukken van de kaas (door besmetting van de gebruikte melk) is kleiner na pasteurisatie, wat een voordeel oplevert voor de kaasmaker.
Voor kwetsbare groepen als ouderen en zwangeren is een gepasteuriseerde kaas een veiliger keus dan kaas van gethermiseerde melk.

## Smaak
Door het verwarmen van de melk en daardoor inactiveren van bacteriën en enzymen wordt de smaak van gethermiseerde kazen als vlakker beoordeeld door kaasliefhebbers. De enzymen die bij thermisatie geïnactiveerd worden zouden kunnen leiden tot oxidatie van melkvet en afbraak van andere bestanddelen in de melk. De resulterende afbraakproducten verbreden (in kleine hoeveelheden) de smaak van de uiteindelijke kaas.

## Wetgeving
Ter bescherming van het product boerenkaas dat op de boerderij van rauwe melk wordt gemaakt, is er voor kaas van gethermiseerde melk een nieuw label bedacht. De laatste kaas mag volgens de GTS-verordening van de EU geen boerenkaas heten en daarvoor heeft De Bond van Boerderij-Zuivelbereiders in 2013 een nieuw vignet bedacht: Kaas van de Boerderij.